# Magdalena Mora
Magdalena Mora (Michoacán, 1952–28 de mayo de 1981) fue una activista mexicana, feminista, luchadora por los derechos laborales, académica y escritora.

## Biografía
Nacida en Tlalpujahua, Michoacán su padres fueron Esther Torres Maya y Magdaleno Mora Rojas, minero y trabajador ferrocarrilero. Ella y algunos miembros de su familia se mudaron a San José, California, en donde asistió a la Abraham Lincoln High School y trabajó en la planta de productos Del Monte. Magdalena Mora se graduó de la Universidad de California en Berkeley y después realizó estudios de doctorado en la  Universidad de California, Los Ángeles. Como activista trabajó muy cerca del  Centro de Acción Social Autónoma-Hermandad General de Trabajadores (CASA) y los Estudiantes Mexicoamericanos Unidos (UMAS por sus siglas en inglés). También luchó por los derechos de los trabajadores mientras era estudiante. Se desempeñó como editora para Sin Fronteras. Después de  un diagnóstico de cáncer cerebral en 1977, Mora regresó a México y murió en su natal Tlalpujahua. En su honor, la Universidad de California, Berkeley, dio su nombre a un programa residencial temático.